# 羅塞塔山

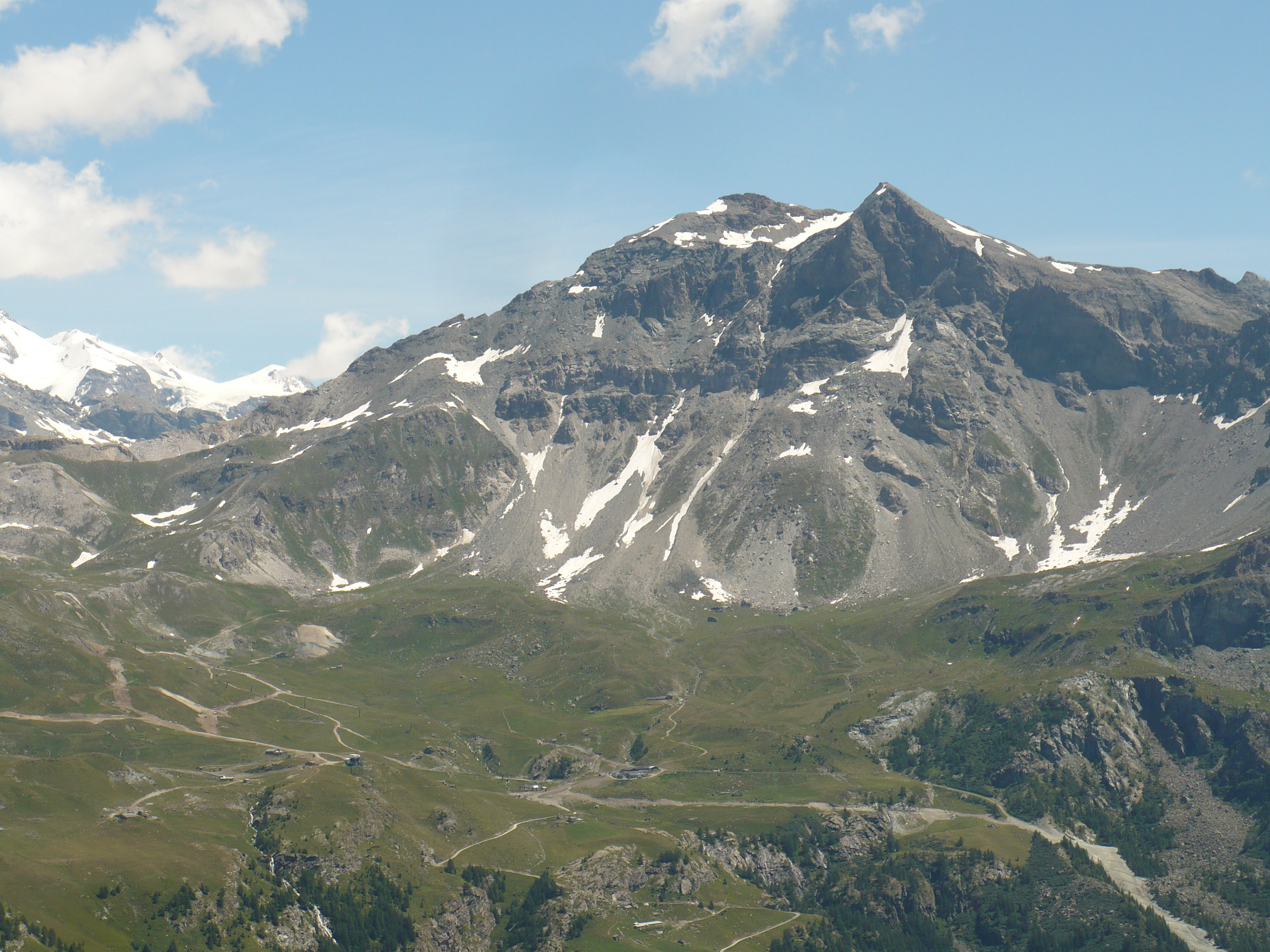

45°53′14″N 7°40′52″E / 45.8873°N 7.6812°E
羅塞塔山（義大利語：Monte Roisetta），是意大利的山峰，位於該國西北部，由瓦萊達奧斯塔大區負責管轄，屬於本寧阿爾卑斯山脈的一部分，遠眺馬特峰，海拔高度3,334米。